# Эренсверд, Августин
Граф Августин Эренсверд (швед. Augustin Ehrensvärd, 25 сентября 1710 — 4 октября 1772) — шведский фельдмаршал, главнокомандующий шведскими войсками в Померании во время Семилетней войны. Отец генерал-адмирала Карла Августа Эренсверда.

## Биография
Августин Эренсверд родился 25 сентября 1710 году в Фуллерё в Вестманландском лене. Его отцом был артиллерийский капитан Юхан Якоб Эренсверд.
Учился в Уппсальском университете. В 1726 году поступил на военную службу в артиллерию и к 1734 году дослужился до чина лейтенанта.
В 1736—1738 годах предпринял поездку за границу для изучения артиллерийского и фортификационного дела. В 1739 году стал «kapten matematikus и mekanikus» при ново созданной артиллерийской школе и был избран членом Академии Наук.
Участник русско-шведской войны 1741—1743 годов. В 1745 году, находясь при армии прусского короля Фридриха Великого, принял участие в сражении при Сооре. В 1746 году его произвели в майоры, затем в 1747 году в подполковники, а ещё через два года он стал полковником и командующим артиллерией. Одновременно Эренсверд начал оказывать значительное влияние на политику и оборону государства.
Начиная с риксдага 1746—1747 годах, он становится членом Секретного комитета и оборонной депутации, и остаётся в этом качестве вплоть до утраты партией «шляп» власти. Постепенно он сделался одним из лидеров «шляп» и стал пользоваться в вопросах обороны государства непререкаемым авторитетом.
В 1747 году он добился позволения на проведение в Финляндии фортификационных работ с целью укрепления русско-шведской границы. Главным результатом его деятельности стало возведение Свеаборга, построенного по его чертежам. Кроме того, в 1756 году по его инициативе был реорганизован галерный флот, который получил теперь название армейского. Его главной базой стал теперь нововозведённый Свеаборг. В этом же году он был произведён в генерал-майоры.
Его деятельность в Финляндии прервала Семилетняя война, и ему пришлось отправиться к театру военных действий в Померании. В 1759 году он стал генерал-лейтенантом, а в 1761 году после того, как оправился от полученной при Пазевальке раны, главнокомандующим всеми шведскими войсками в Померании.
В 1762 году Эренсверд составил широкомасштабный план кампании, однако тот был отклонен Секретным комитетом из-за нехватки средств.
После зимнего рейда в Мекленбург он в апреле 1762 года на свои страх и риск заключил с пруссаками перемирие. Вскоре Швеция подписала с Пруссией Гамбургский мирный договор, после чего он вновь смог вернуться к своей работе по укреплению финских крепостей и постройке армейского флота. В 1764 году Эренсверд получил чин генерала от кавалерии и баронский титул.
Однако на риксдаге 1765—1766 годов к власти пришла партия «колпаков», которая подвергла критике предпринимавшиеся для обороны Швеции меры. Эренсверд был исключён из состава Секретного комитета, отстранён от руководства фортификационными работами и смещён с поста командующего армейским флотом, который вновь был переподчинен Адмиралтейству.
Относительно его деятельности в Финляндии против него были выдвинуты серьёзные обвинения. Однако уже на следующем риксдаге, состоявшемся в 1769—1770 годах, к власти вновь пришли «шляпы», и его доброе имя было восстановлено. Ему были возвращены все посты. В 1771 году Эренсверд получил титул графа, а после произошедшего годом позже монархического переворота чин фельдмаршала.
Августин Эренсверд умер 4 октября 1772 года в д. Сарис, Абоского лена. Его тело было перевезено в Свеаборг, где на его могиле был воздвигнут надгробный камень работы известного шведского архитектора Юхана Сергеля.

## Награды
- Орден Меча, рыцарский крест (RSO1kl) (7 ноября 1748)
- Орден Меча, командорский крест (KSO1kl) (27 ноября 1758)
- Титул барона королевства Швеция (26 июня 1764)
- Орден Серафимов (RoKavKMO) (28 апреля 1769)
- Титул графа королевства Швеция (15 ноября 1771)